# Peter Neumair
Peter Neumair (* 9. Oktober 1950 in Freising) ist ein ehemaliger deutscher Ringer.

## Werdegang

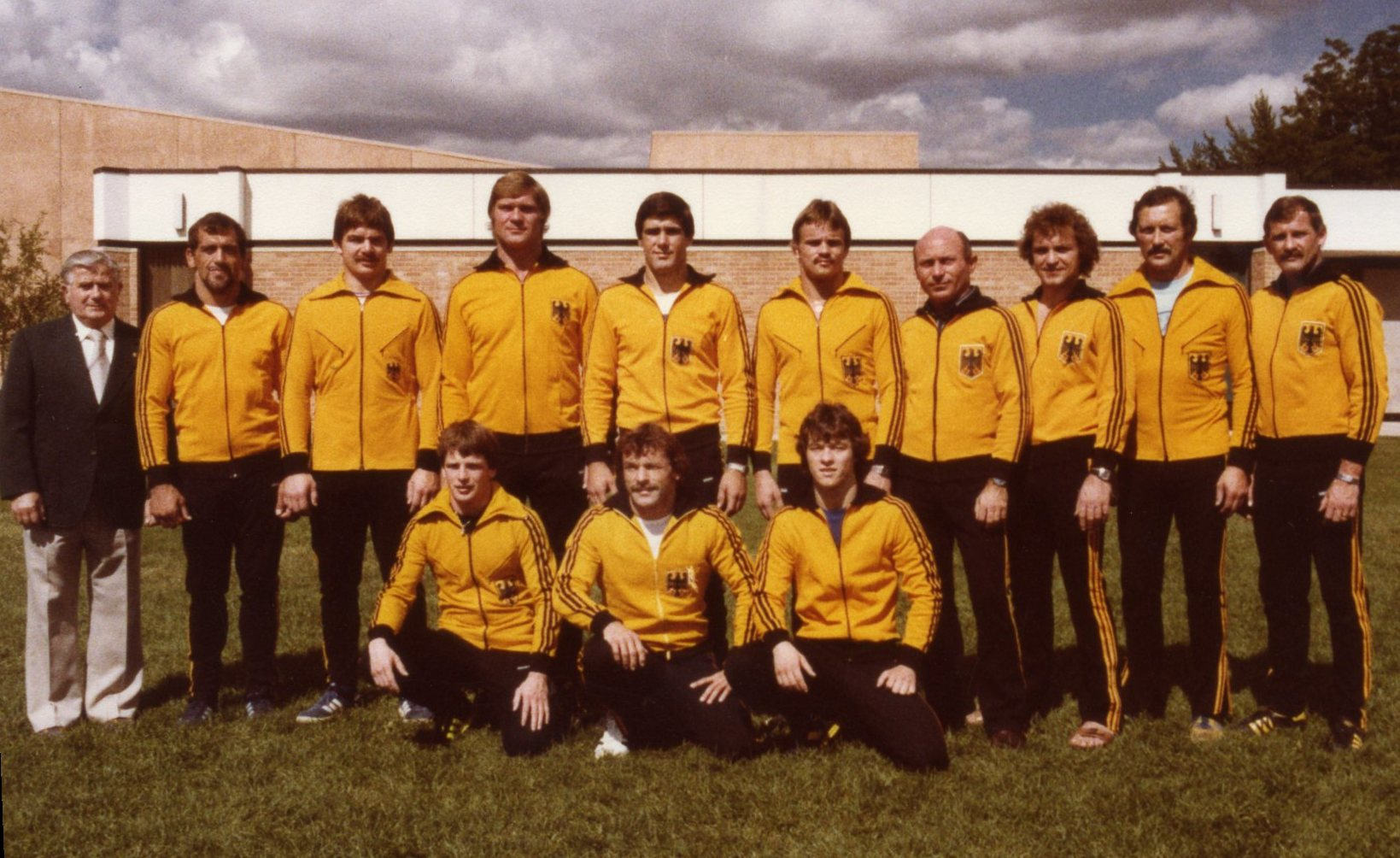
Deutsche Nationalmannschaft Ringen 1978 (Peter Neumair in der hinteren Reihe, Dritter von links)

Peter Neumair wuchs in der Großgemeinde Hallbergmoos bei München auf und begann dort schon als Kind mit dem Ringen. Über die verschiedenen Jugend- und Juniorenklassen kämpfte er sich im Laufe der Jahre, für den SV „Siegfried“ Hallbergmoos startend, in die deutsche Spitzenklasse der Freistilringer hinein. Er dominierte in den 1970er Jahren in der Bundesrepublik in der Mittel- bzw. Halbschwergewichtsklasse, hatte jedoch auf internationaler Bühne in Horst Stottmeister aus Leipzig einen deutschen Konkurrenten, den er nicht besiegen konnte. Gegen den als unschlagbar geltenden sowjetischen Ringer Lewan Tediaschwili lieferte er mehrere beherzte Kämpfe und unterlag gegen diesen oft nur knapp nach Punkten. Seine beste Platzierung bei einem internationalen Wettkampf war der 2. Platz bei der Europameisterschaft 1976 in Leningrad. Sein größter Einzelerfolg war der Sieg über Weltmeister Uwe Neupert aus der DDR bei der Weltmeisterschaft 1978 in Mexiko-Stadt.
Nachdem er 1980 bei den Olympischen Spielen in Moskau wegen des Olympiaboykotts der westlichen Staaten nicht starten konnte und auch mit seinem Verein Siegfried Hallbergmoos, dem er seine ganze Ringerlaufbahn die Treue gehalten hatte, Unstimmigkeiten auftraten, trat er zurück und hält sich mit Fußball und Tennis fit. Von Beruf ist Peter Neumair Maurermeister.

## Internationale Erfolge
| Jahr | Platz | Wettbewerb                                   | Stil | Gewichtsklasse | |
| 1970 | 12.   | EM in Berlin                                 | F    | Mittel         | nach Niederlagen gegen Josef Gajthaml, Tschechoslowakei und Horst Stottmeister, DDR                                                                                        |
| 1970 | 12.   | WM in Edmonton                               | F    | Mittel         | nach Niederlagen gegen Jimmy Martinetti, Schweiz und Ali Hajilou, Iran |
| 1971 | 5.    | WM in Sofia                                  | F    | Mittel         | mit Siegen über Giuseppe Ruggiero, Italien, Jimmy Martinetti, Taras Hryb, Kanada und Niederlagen gegen Iwan Iliew, Bulgarien und Vasile Iorga, Rumänien                    |
| 1972 | 5.    | EM in Kattowitz                              | F    | Mittel         | mit Siegen über Jan Wypiórczyk, Polen, Kaspar Steinberger, Österreich, Tome Kocev, Jugoslawien und Niederlagen gegen Wolfgang Nitschke, DDR und Iwan Iliew, Bulgarien      |
| 1972 | 6.    | OS in München                                | F    | Mittel         | mit Siegen über Constant Bens, Belgien, Richard Barraclough, Vereinigtes Königreich, Jan Wypiórczyk und Niederlagen gegen John Peterson, USA und Lewan Tediaschwili, UdSSR |
| 1973 | 11.   | WM in Teheran                                | F    | Mittel         | mit Sieg über Mehmet Uzun, Türkei und Niederlagen gegen Yosuke Nagano, Japan und Ali Hajilou                                                                               |
| 1975 | 9.    | EM in Ludwigshafen am Rhein                  | F    | Halbschwer     | nach Niederlagen gegen Horst Stottmeister und Petr Surikow, UdSSR |
| 1975 | 6.    | WM in Minsk                                  | F    | Halbschwer     | mit Siegen über Otschiryn Tserendagwa, Mongolei, Pawel Kurczewski, Polen und Niederlagen gegen Horst Stottmeister und Lewan Tediaschwili                                   |
| 1976 | 2.    | EM in Leningrad                              | F    | Halbschwer     | mit Siegen über Pawel Kurczewski, Klaus Gierke, DDR, Michel Grangier, Frankreich, Stelică Morcov, Rumänien und einer Niederlage gegen Lewan Tediaschwili                   |
| 1976 | 12.   | OS in Montreal                               | F    | Halbschwer     | mit Sieg über Wayne Thomas, Amerikanische Jungferninseln und Niederlagen gegen Frank Andersson, Schweden und Horst Stottmeister                                            |
| 1978 | 5.    | EM in Sofia                                  | F    | Halbschwer     | mit Siegen über Santiago Morales, Spanien u. Ismail Temiz, Türkei und Niederlagen gegen Geza Molnar, Ungarn und Thomas Busse, Polen                                        |
| 1978 | 4.    | WM in Mexiko-Stadt                           | F    | Halbschwer     | mit Siegen über Paulo Carvalho, Brasilien, Stephen Danian, Kanada u. Uwe Neupert, DDR und Niederlagen gegen Benjamin Peterson, USA und Anatoli Prokoptschuk, UdSSR         |
| 1980 | 1.    | Großer Preis der BRD in Freiburg im Breisgau | F    | Halbschwer     | vor Hassan Oruzew, UdSSR, Pawel Kurczewski, Polen, Ion Iwanow, Rumänien, Uwe Neupert u. Dieter Stein, BRD                                                                  |
| 1980 | 6.    | EM in Prievidza                              | F    | Halbschwer     | mit Siegen über Ion Iwanow, Rumänien u. Christoph Andanson, Frankreich und Niederlage gegen Iwan Guinow, Bulgarien (Aufgabe wegen Verletzung)                              |

## Deutsche Meisterschaften
| Jahr | Platz | Gewichtsklasse | Stil | Ergebnis                                                 |
| 1969 | 1.    | Mittel         | F    | vor Otto Alt, Schifferstadt und Werner Rother, Berlin    |
| 1970 | 1.    | Mittel         | F    | vor Fred Theobald, Schifferstadt und Otto Alt            |
| 1971 | 1.    | Mittel         | F    | vor Hubert Krämer, Haslach und Bernhard Dunke, Efferen   |
| 1971 | 1.    | Mittel         | GR   | Peter Nettekoven, Duisdorf                               |
| 1972 | 1.    | Mittel         | F    | vor Bernhard Dunke und Walter Groß, Freiburg im Breisgau |
| 1973 | 1.    | Mittel         | F    | vor Bernhard Dunke und Walter Groß                       |
| 1974 | 1.    | Halbschwer     | F    | vor Hans-Peter Stratz, Vörstetten und Hubert Krämer      |
| 1975 | 1.    | Halbschwer     | F    | vor Bruno Kastner, Burghausen und Reiner Bareiss         |
| 1976 | 1.    | Halbschwer     | F    | vor Bruno Kastner und Rolf Dieterle                      |
| 1978 | 1.    | Halbschwer     | F    | vor Willibald Liebgott und Michael Zimmermann            |
| 1980 | 1.    | Halbschwer     | F    | vor Detlef Englich und Gerhard Stein                     |

Anm.: OS = Olympische Spiele, WM = Weltmeisterschaft, EM = Europameisterschaft, F = freier Stil, GR = griechisch-römischer Stil, Mittelgewicht, bis 82 kg, Halbschwergewicht, bis 90 kg Körpergewicht